# Кубок Королівства Югославія з футболу
Крім національного чемпіонату i Кубка короля Олександра для футбольних клубів у Королівстві Югославія кілька разів проводились кубкові змагання, організовані Югославським футбольним союзом або самими клубами. 
Перший кубковий турнір, що носив назву Кубок югославського футбольного союзу (сербохорв. Kup Jugoslavenskog nogometnog saveza 1923) був проведений в 1923 році. Участь у змаганнях брали чотири провідних команди Загреба, а перемогу здобув ХАШК. З наступного року проводився турнір для збірних міст, що називався Кубок короля Олександра. 
У 1930 році в країні був проведений Федеральний кубок Югославського футбольного союзу, участь у якому взяли команди, що не виступали у вищому дивізіоні. Переможцем змагань став клуб САНД (Суботиця). У 1934 році чемпіонат Югославії не був проведений через непорозуміння між клубами, тому 7 команд організували власне змагання, що носило неофіційну назву Кубок Семи. Перший турнір, що носив офіційну назву саме кубок Югославії був проведений у 1936 році, але й це змагання не стало регулярним. У 1937—1938 і 1938—1939 роках розігрувався Зимовий кубок, що проводився взимку під час перерви у національному чемпіонаті. 

## Переможці і фіналісти
| Сезон   | Назва турніру                                                                | Переможець          | рахунок  | Фіналіст            | Примітка                                       |
| ------- | ---------------------------------------------------------------------------- | ------------------- | -------- | ------------------- | ---------------------------------------------- |
| 1923    | Кубок Югославського футбольного союзу (Kup Jugoslavenskog nogometnog saveza) | ХАШК (Загреб)       | 2:0      | Конкордія (Загреб)  |                                                |
| 1930    | Федеральний кубок Югославського футбольного союзу (Savezni kup JNS-a)        | САНД (Суботиця)     | 2:2, 2:1 | САШК (Сараєво)      | Фінальні матчі були зіграні у квітні 1931 року |
| 1934    | Кубок Семи Kup Sedmorice (Kup Sedmorice)                                     | БСК Белград         | ліга     | Хайдук (Спліт)      | Сім клубів грали по коловій системі            |
| 1936    | Кубок Югославії (Jugoslavenski kup)                                          | Югославія (Белград) | 1:2, 4:0 | Граджянскі (Загреб) |                                                |
| 1937/38 | Зимовий кубок Югославії (Zimski jugo-kup)                                    | Граджянскі (Загреб) | 4:1, 2:2 | БСК Белград         |                                                |
| 1938/39 | Зимовий кубок Югославії (Zimski jugo-kup)                                    | Югославія (Белград) | 5:1, 0:0 | Славія (Сараєво)    | Фінальні матчі були зіграні у січні 1940 року  |